# Государственная библиотека Бамберга
Государственная библиотека Бамберга (нем. Staatsbibliothek Bamberg) — универсальная, региональная и научная библиотека, преимущественно в области гуманитарных наук. На сегодняшний день она находится в Новой Резиденции, которая ранее являлась новым дворцом князя-епископа. Ответственным за библиотеку является Свободное государство Бавария.

## Обзор
Государственная библиотека Бамберга снабжает Бамберг и регион Верхней Франконии литературой для образовательных, научных и специальных целей. До сегодняшнего дня фонды общим числом более 571.000 томов постоянно увеличиваются в порядке приобретения новых книг в общих областях, а также в специализированных областях как история и география (Верхней) Франконии, история искусств, рукописей и книговедения.
Она кооперирует во всех областях Библиотековедения с университетской библиотекой Бамберга.
Одна из её региональных задач, приобретение документальных материалов о личностях, которые каким-то образом связаны с регионом. Также в связи с законом об обязательном экземпляре Государственная библиотека Бамберга получает один экземпляр каждой книги изданной в Верхней Франконии и таким образом продолжает составлять полную библиографию региона.
Также она предоставляет место для хранения собраний, принадлежащих Бамбергским организациям, таким как: Бамбергское Историческое общество (нем. Historischer Verein Bamberg), Бамбергское общество Натуралистов (нем. Naturforschende Gesellschaft Bamberg), Бамбергское Общество искусства (нем. Kunstverein Bamberg), E.-T.-A.-Hoffmann-Gesellschaft и общество Frankenbund.
Её высокое стремление считаться научной библиотекой интернационального ранга основывается на её богатом собрании рукописей. Эта коллекция доходит до императора Генриха II, который основал Бамбергскую епархию 1 ноября 1007 года. Три этих манускрипта вошли в состав Памяти мира ЮНЕСКО:
- Бамбергский Апокалипсис (нем. Bamberger Apokalypse; Msc.Bibl.140),
- Комментарий о Песне песней Соломона, Книге притчей Соломоновых и Книге пророка Даниила (нем. Kommentar zum Hohen Lied, zu den Sprüchen Salomos und zum Buch Daniel; Msc.Bibl.22), и
- Лоршская фармакопея (нем. Lorscher Arzneibuch; Msc.Med.1).

## Фонды
- 571.000 томов всего
- 80.000 график и фотографий
- 3.600 инкунабул
- 6.400 рукописей всего (1.000 средневековых рукописей)
- 1.650 текущих журналов[1]

## История
Ядро коллекции доходит до императора Генриха II, который основал Бамбергскую епархию 1 ноября 1007 года. Среди его дарений собору было много драгоценных рукописей, которые были собраны им самим или его предшественниками. Таким образом рукописи разных духовных центров западного мира попали в Бамберг. В следующий период много книг было написано и иллюминировано в городе, особенно в XII веке монахами-бенедиктинцами Аббатства святого Михаила.
Бамберг был первым местом, где печатные книги на немецком языке были иллюстрированы гравюрами по дереву. Хотя в библиотеке находятся лишь фрагменты самого первого периода печати в Бамберге, коллекция из инкунабул документирует широкий диапазон книжной продукции XV века.
Всё что осталось от этих манускриптов и книг в монастырях города и епархии до 1802/1803 года, было объединённо в одну библиотеку (на сегодняшний день Государственная библиотека Бамберга) в течение периода Германской медиатизации и слито с библиотекой старого Бамбергского Университета, (который был основан в 1648 году как иезуитская академия и был закрыт в это время). Бамберг стал частью Курфюршества Баварии. В течение XIX века библиотека была расширена с помощью подарков, таких как коллекция Йозефа Хеллера, которая на сегодняшний день состоит из 80.000 гравюр и рисунков. Всё связанное с Э. Т. А. Гофманом стало специальной коллекцией в наше время.

## Здание
На сегодняшний день Государственная библиотека Бамберга находится в восточном крыле Новой Резиденции, которая была построена между 1697—1703 годами Йоханном Леонардом Динтценгофером от имени князя-епископа Лотара Франца фон Шёнборна. Первоначально в этом здании находилось управление епархии.
Так называемые Доминиканерройме (нем. Dominikanerräume) являются частью выставочных залов библиотеки, которые закрыты для посетителей. Называются они так из-за книжных полок из Доминиканского монастыря, которые были перенесены в библиотеку во время секуляризации, когда монастырь был закрыт.
Фирценхайлиген павильон (нем. Vierzehnheiligenpavillion) на третьем этаже также принадлежит к внутренним выставочным залам. Ранее там находился библиотечный зал князя-епископа. С 1978 года бывший винный погреб служит книгохранилищем закрытого доступа. Во входном зале выставлено витражное стекло из XVI и XVII века, полученное в наследство от искусствоведа и коллекционера Йозефа Хеллера. Читальный зал, в который можно попасть из вестибюля, служил князю-епископу комнатой аудиенции. Из него открывается вид на розовый сад, который также был разбит от лица князя-епископа. Во время выставок, которые проводятся несколько раз в году, Штерненгевёльбэ (нем. Sternengewölbe) и бывший Гартэнзааль (нем. Gartensaal / Scagliolasaal) открыты для посетителей.